# 梅枝
| 源氏物語五十四帖 |        |    |        |
| 各帖のあらすじ   |        |    |        |
| 帖               | 名     | 帖 | 名     |
| 1                | 桐壺   | 28 | 野分   |
| 2                | 帚木   | 29 | 行幸   |
| 3                | 空蝉   | 30 | 藤袴   |
| 4                | 夕顔   | 31 | 真木柱 |
| 5                | 若紫   | 32 | 梅枝   |
| 6                | 末摘花 | 33 | 藤裏葉 |
| 7                | 紅葉賀 | 34 | 若菜   |
| 8                | 花宴   | 35 | 柏木   |
| 9                | 葵     | 36 | 横笛   |
| 10               | 賢木   | 37 | 鈴虫   |
| 11               | 花散里 | 38 | 夕霧   |
| 12               | 須磨   | 39 | 御法   |
| 13               | 明石   | 40 | 幻     |
| 14               | 澪標   | 41 | 雲隠   |
| 15               | 蓬生   | 42 | 匂宮   |
| 16               | 関屋   | 43 | 紅梅   |
| 17               | 絵合   | 44 | 竹河   |
| 18               | 松風   | 45 | 橋姫   |
| 19               | 薄雲   | 46 | 椎本   |
| 20               | 朝顔   | 47 | 総角   |
| 21               | 少女   | 48 | 早蕨   |
| 22               | 玉鬘   | 49 | 宿木   |
| 23               | 初音   | 50 | 東屋   |
| 24               | 胡蝶   | 51 | 浮舟   |
| 25               | 蛍     | 52 | 蜻蛉   |
| 26               | 常夏   | 53 | 手習   |
| 27               | 篝火   | 54 | 夢浮橋 |

「梅枝」（うめがえ）は、『源氏物語』五十四帖の巻名のひとつ。第32帖。巻名は宴の席で弁少将（内大臣の次男、後の紅梅大納言）が歌った催馬楽に因む。

## あらすじ
光源氏39歳の春の話。
東宮の元服に合わせ、源氏も明石の姫君の裳着の支度を急いでいた。源氏は女君たちに薫物の調合を依頼し、自分も寝殿の奥に引きこもって秘伝の香を調合する。雨の少し降った2月10日、蛍兵部卿宮を迎えて薫物合わせの判者をさせる。どの薫物も皆それぞれに素晴らしく、さすがの蛍宮も優劣を定めかねるほどだった。晩になって管弦が催され、美声の弁少将が「梅枝」を歌った。
翌日、明石の姫君の裳着が盛大に行われ、秋好中宮が腰結いをつとめた。姫の美しさに、目を細める中宮。（さすがは大臣の愛娘であること）と感心していた。源氏は本来ならば明石の御方も出席させるべきであったものの、噂になることを考えて、出席させられなかった事を悔やむ。東宮も入内を待ちかねていたが、源氏は自分に遠慮して、入内を控える貴族が多い事を憂慮し、明石の姫君の入内を延期。他の貴族にも姫君の入内を働きかけた。このことから早速左大臣の姫（のちの藤壺女御。薫の妻・女二宮の母。）が入内し、殿舎は麗景殿に決まる。源氏は明石の姫君の殿舎を淑景舎（桐壺）と決め、華麗な調度類に加えて優れた名筆の手本を方々に依頼するのだった。
そんな華やかな噂を聞きながら、内大臣は雲居の雁の処遇に相変わらず悩んでいた。源氏も夕霧がなかなか身を固めないことを案じており、親として自らの経験を踏まえつつ訓戒し、それとなく他の縁談を勧める。その噂を父の内大臣から聞かされた雲居の雁は衝撃を受け、あっさり忘れられてしまう自分なのだと悲しむ。久しぶりに人の目を忍んで届いた夕霧からの文に、夕霧の冷淡さを恨む返歌をし、心変わりした覚えのない夕霧はどうして雲居の雁がこんなに怒っているのかと考え込む。